# Alamanno da Costa
Alamanno da Costa (... – prima del 1229) è stato un ammiraglio e pirata italiano, al servizio dei genovesi, attivo tra il 1193 e il 1224.
Divenne conte di Siracusa nel Regno di Sicilia e condusse spedizioni navali in tutto il Mediterraneo orientale. Fu una figura importante nel conflitto di lunga durata tra Genova e Pisa e nell'origine del suo conflitto con Venezia. 
Lo storico Ernst Kantorowicz lo ha definito un "famoso principe dei pirati".

## Biografia
Alamanno proveniva dalla classe mercantile di Genova, e la sua prima citazione nelle fonti risale al 1193, quando entrò a far parte di una società commerciale, diretta verso la Sicilia. Nel 1204, Alamanno e suo figlio Benvenuto, di propria iniziativa, partirono a bordo della Carroccia alla ricerca della nave corsara pisana Leopardo. La prima aveva a bordo 500 uomini armati e la seconda probabilmente la metà. Dall'inventario, che venne realizzato dopo che Alamanno catturò la Leopardo, risultavano aggiunte 280 armature tra il bottino. Presumibilmente questo era il numero dei soldati trasportati dalla nave pisana.
Nel 1162 l'imperatore Federico Barbarossa firmò un trattato con la Repubblica di Genova, offrendole la città di Siracusa, con la sua campagna fino a Noto, se avesse fornito assistenza navale contro il Regno di Sicilia. 
Nel 1194, suo figlio, Enrico VI di Svevia, confermò il trattato e con l'aiuto genovese prese Siracusa nell'ambito della sua conquista della Sicilia. Successivamente rifiutò di onorare il trattato e, poiché sostenevano il vicario di Sicilia, Marcovaldo di Annweiler, nel 1202 i pisani, sotto il conte Ranieri di Manenta, ne presero possesso. Fu solo nel 1204, sette anni dopo la morte di Enrico, che Genova prese possesso della città. Dirigendo una flotta genovese verso Creta, Alamanno cambiò rotta su Malta e, in accordo con Enrico Pescatore, attaccò Siracusa, che era stata occupata solo da poco da Pisa. Il 6 agosto, dopo un assedio di sei giorni, durante il quale Alamanno distrusse due navi pisane, la città cadde e Alamanno fu acclamato conte in nome di Genova.

## Conte di Siracusa
Alamanno assunse il titolo pomposo e probabilmente autoproclamato "per grazia di Dio, del re e del comune di Genova, conte di Siracusa e familiaris del re signore". Come afferma lo storico David Abulafia, "è [difficile] capire cosa dicono i genovesi della nomina dei conti in un regno straniero", eppure durante la minore età del re siciliano Federico II di Svevia sembra avessero avuto voce in capitolo. Durante il suo mandato, la Sicilia cadde sotto l'egemonia genovese, fungendo da stazione commerciale, stazione di smistamento e granaio per la repubblica e divenne anche un centro di pirateria. L'affermazione di Alamanno su Siracusa non fu riconosciuta dal re Federico I, che era anche l'imperatore Federico II. Fu quindi escluso dal trattato tra Genova e Marsiglia del 1208, che escludeva tutti i "corsari che risiedono o lavorano fuori dalla Sicilia" (cursales qui in Siciliam morantur vel consuetudinem).
Alamanno era in stretta alleanza con Enrico Pescatore, al quale prestò la Leopardo. Con essa fecero scorribande nel Mediterraneo orientale fino alla Contea di Tripoli ed entrambi ospitarono il trovatore Peire Vidal, che li ripagò con elogi sperticati. Nel 1205, al largo della costa della Provenza, tre navi pisane catturarono una nave genovese, la Viola, sulla strada per al-Bijāya. La nave catturata fu portata a Cagliari e quindi a Messina. Lì si unì a una forza pisana combinata di navi e dodici galee che fece sbarcare un esercito per attaccare i genovesi nella zona. Le fonti non sono chiare se vi fossero quattro navi o dieci. Due delle galee furono inviate a Palermo, dove furono intercettate e catturate da una forza comandata da Alamanno. [10] Poco dopo, una flotta pisana di dieci navi e dodici galee (con "molte altre navi") e un esercito sotto il conte Ranieri di Manenta assediò Siracusa per tre mesi e mezzo. Nel dicembre 1205, una forza congiunta, guidata da Alamanno - che aveva guidato la difesa della città - ed Enrico riuscì a sciogliere l'assedio. Enrico era stato a Messina a radunare una forza di soccorso, che in origine comprendeva quattro galee, alcune taride (trasporto di cavalli) e due navi genovesi che stavano tornando dallo Stato crociato. I genovesi lo convinsero ad aumentare questa forza con più galee e navi più piccole, nonché altre sedici navi, apparentemente la più potente classe di navimbarcazioni, prima di attaccare la flotta pisana a Siracusa. Quest'ultima contava circa nove navi, dodici galee e quattordici altre navi che il cronista chiama semplicemente buciisque et barchis. [10]

## Attività in Oriente

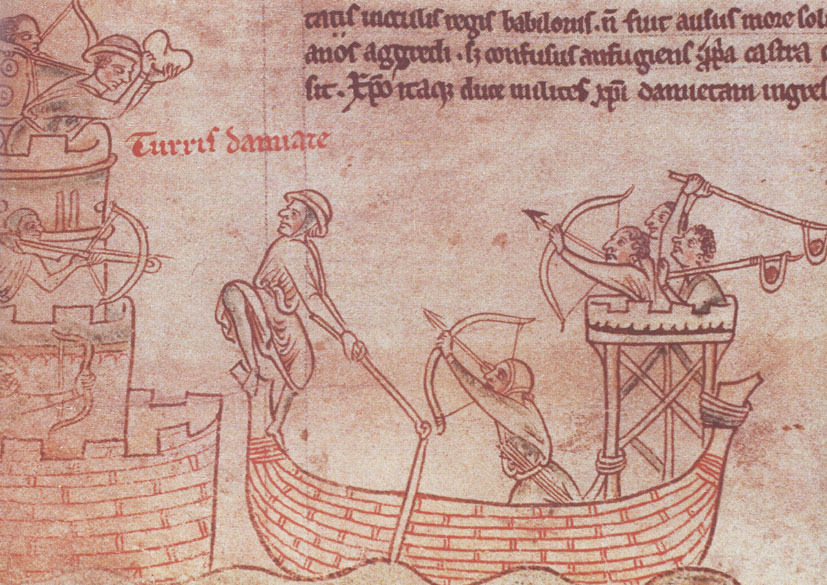
Assalto navale all'assedio di Damietta, da un manoscritto miniato del XIII secolo della cronaca di Matteo Paris

Nel 1216, Alamanno assistette Enrico nel tentativo di conquistare la Creta bizantina, sulla quale il Ducato di Candia (controllato da Venezia) aveva avanzato delle pretese. Nel giugno 1217 fu catturato dai veneziani, al comando di Marco Zorzano, e imprigionato in una gabbia di ferro. Nel 1218 Enrico rinunciò a qualsiasi pretesa su Creta a favore di Venezia e Alamanno fu rilasciato. Nel 1219, guidò una galea a sostegno della Quinta crociata, e fu presente alla caduta di Damietta.
Nel 1220 Federico II iniziò a far valere i suoi diritti reali su Siracusa, tentando di scacciare i genovesi e proclamando la città fidelissima e l'imperatore espropriò i magazzini e le altre proprietà appartenenti a Genova. Dopo essere stato espulso dalla città, nel 1221, Alamanno andò a Terracina, dove Papa Onorio III lo raccomandò ai consoli della città. Nel febbraio del 1224, Onorio prese Alamanno, la sua famiglia e i suoi beni sotto la sua protezione mentre quest'ultimo era impegnato in una crociata. Aveva accettato di assistere il margravio Guglielmo VI del Monferrato nella riconquista del Regno di Tessalonica in cambio di "cento cavalieri mercenari" (centum militias seu militaria feuda) o di mille marchi d'argento, garantiti da Onorio. Probabilmente morì durante la spedizione. Era certamente già morto nel 1229, quando il podestà di Genova, Iacopo di Balduino, scrisse al giudice di Logudoro, Mariano II, ordinandogli di non prestare assistenza a Caroccino, il figlio illegittimo di Alamanno, accusato di "atti di pirateria alla moda di suo padre" (Exercere Pyraticam More Patris).